# Thubten Gyatso
(Thubten Gyatso nella dichiarazione d'indipendenza del Tibet del 4 febbraio 1913)
Thubten Gyatso o Tupten, in tibetano Thub Bstan Rgya Mtsho, in cinese 土登嘉措; (Thakpo Langdun, 12 febbraio 1876 – Lhasa, 17 dicembre 1933) è stato il tredicesimo Dalai Lama del Tibet. La sua importanza per la storia tibetana fu straordinariamente incisiva, al punto che ancora oggi si riferisce a lui con l'appellativo di Grande Tredicesimo.

## I primi anni
Thubten Gyatso nacque nel 1876 nel villaggio di Thakpo Langdun, vicino al celebre Monastero di Samye, nella provincia di Takpo, figlio di Kunga Rinchen e Lobsang Dolma, contadini e pastori seminomadi del Tibet sudorientale, e, a seguito delle predizioni dell'Oracolo Nechung e altri presagi ben augurali avvenuti nei pressi del suo luogo di nascita, venne identificato ad appena un anno quale reincarnazione del XII Dalai Lama, morto in giovane età nel 1875. Giunse immediatamente dopo a Lhasa e nel 1878 l'VIII Panchen Lama officiò la cerimonia della tonsura del capo, proclamandolo XIII Dalai Lama con il nome Ngawang Lobsang Thupten Gyatso Jigdral Chokley Namgyal. Un anno dopo venne intronizzato al Potala, la reggia, e a sei anni ricevette i voti di monaco novizio dal Reggente, crescendo sotto la tutela dei più influenti lama e monaci nel Potala, dove fu tenuto in totale isolamento dal resto del mondo. Ricevette fin dall'inizio una rigorosa educazione religiosa e fin dai suoi primi anni di vita denotò una spiccata intelligenza e una personalità molto forte, oltre che una notevole predilezione per gli studi e la religione.

## L'ascesa al trono e ilGrande Gioco
Mentre trascorreva la giovinezza dividendosi tra i giochi e gli studi, il Tibet finì sotto la preoccupante brama di due grandi potenze vicine, ossia l'Impero russo e l'Impero britannico, in quello che viene comunemente chiamato Grande Gioco.
Nel 1895 assunse nelle sue mani la guida del governo, presieduto fino ad allora da un Reggente, e da quel momento la sua principale preoccupazione fu il mantenimento dell'indipendenza tibetana e l'introduzione di vaste e intense riforme sociali, politiche e religiose con le quali fare del Tibet un Paese moderno. In particolare, sul piano religioso si dimostrò molto aperto ai sistemi filosofici delle altre tre scuole, incominciando a praticare soprattutto il sistema Nyingmapa accanto a quello Gelug, la sua scuola di appartenenza.
L'opposizione a questa apertura dottrinaria si concentrò intorno a Pabongka Rinpoche, autorevole ghesce Gelug, ancora oggi ritenuto tra i più dotti del suo tempo, che grazie alla sua fama diede grande visibilità e nuova linfa al culto di Dorje Shugden, una controversa entità spirituale decisa a preservare l'ortodossia della dottrina dei Berretti Gialli e maledire e perseguitare fino alla morte chiunque incoraggiasse il minimo connubio con altri sistemi scolastici. Nella sua nota severità, il Grande Tredicesimo ordinò a Pabongka Rinpoche di fermare la diffusione della pratica. Il ghesce gli obbedì, ma solo pubblicamente, poiché in privato continuò a impartire moltissime iniziazioni a fidati discepoli ai quali tramandò il culto. Tra i suoi migliori allievi vi furono il giovane XVII Trijang Rinpoche, discendente di uno zio materno del VII Dalai Lama, il V Reting Rinpoce e il III Taktra Rinpoce. Il culto di Dorje Shugden si diffuse così ovunque e a tutti i livelli dell'aristocrazia e del clero.

## La spedizione britannica e la prima fuga
Diversamente dai suoi immediati predecessori, il XIII Dalai Lama visse a lungo e riuscì a guadagnarsi un notevole peso politico, che impegnò fortemente per frenare i forti interessi economici di Londra sul suo Paese. Nel 1904, dopo aver invano provato per un anno ad imporre a Lhasa le proprie regole, l'Impero britannico approntò un esercito comandato dal colonnello Francis Younghusband per invadere il Tibet. Le truppe raggiunsero Lhasa molto rapidamente, dopo aver facilmente avuto la meglio sui soldati tibetani, ma il Dalai Lama era già partito alla volta della Mongolia, per poi recarsi in Cina, dove incontrò l'imperatore Guangxu e la consorte, poco prima della loro morte. Solo nel 1909 tornò a Lhasa, dove Younghusband aveva da tempo concluso una serie di patti economici, tornando poco dopo in India con il grosso delle sue forze.

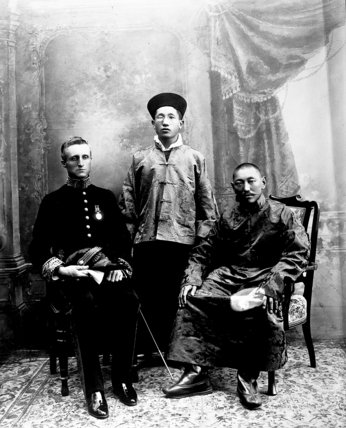
L'incontro nel 1910 a Calcutta tra il XIII Dalai Lama (seduto a destra) con Sir Charles Bell (seduto a sinistra), in presenza di Sidkeong Tulku Namgyal, Chogyal del regno del Sikkim (in piedi)

## La seconda fuga
La permanenza del Grande Tredicesimo in Tibet fu però breve. Il generale cinese Chung-yin invase poco dopo il Paese delle Nevi e penetrò rapidamente fino a Lhasa; il Dalai Lama ottenne asilo a Darjeeling, in India, mentre la capitale tibetana fu vittima di una dura repressione. Per la prima volta nella sua storia, il Tibet era direttamente conquistato da una potenza straniera e i funzionari imperiali, gli Amban, governarono Lhasa senza intermediari. Tuttavia l'occupazione cessò nel 1911, quando il sistema imperiale crollò in favore della repubblica di Sun Yat-sen. Rimasti disorientata e priva di rinforzi, la guarnigione cinese in Tibet fu sconfitta in una generale sollevazione dei tibetani e batté in ritirata insieme agli Amban.

## Il ritorno a Lhasa e i tentativi di modernizzazione
Il Dalai Lama rientrò trionfalmente in Tibet nel gennaio 1913 e, nel chiaro intento di assicurare l'indipendenza, decise di avviare un inedito processo di apertura del Paese verso l'estero e di modernizzazione, in modo da ottenere un riconoscimento internazionale, senza però scombussolare le antiche tradizioni tibetane. Ammodernò le amministrazioni provinciali, abolì la pena di morte, riorganizzò i monasteri e l'esercito, introdusse una solida legislazione atta a fronteggiare la corruzione tra i funzionari pubblici, oltre che un sistema di tassazione nazionale. Volle in aggiunta la creazione di strade e acquedotti, di un servizio postale nel cui ambito vennero emessi i primi francobolli e di una forza di polizia. In seguito ai contatti stabiliti con le vicine potenze straniere nel corso dei suoi lunghi viaggi, introdusse per la prima volta l'elettricità, il telefono e perfino l'automobile. Fu anche responsabile del ristabilimento della disciplina nella vita monastica, stabilendo che solo i monaci meritevoli avanzassero in grado, e impose un vistoso aumento di funzionari laici per diminuire l'eccessivo potere nelle mani dei lama.
Tra le sue numerose opere figurano un notevole ampliamento del Potala, che raggiunse le sue attuali dimensioni e si vide ristrutturato nelle sue parti più longeve, e la creazione della bandiera tibetana nel 1912.
Intuendo in anticipo la possibilità che la Cina avrebbe invaso nuovamente il Tibet, inviò delegazioni in Nepal e Bhutan affinché chiedessero ai relativi governi di addestrare un comune esercito con cui scongiurare più efficacemente il pericolo, ma l'offerta fu del tutto ignorata. In aggiunta, all'interno dello stesso Tibet trovò spesso una totale resistenza da parte dei nobili feudali e dei monaci conservatori, che in più di un'occasione trascurarono i suoi ordini, limitando enormemente la sua spinta riformatrice. Quasi tutti loro erano infatti legati al culto di Dorje Shugden e temevano che questi potesse rispondere scatenando morte e distruzione su tutti come vendetta per aver profanato la santità del Buddhismo e del Tibet con le impurità provenienti da Paesi infedeli. Il Regno delle Montagne rimase dunque il regno feudale e lamaista di sempre.

## Gli ultimi anni e la morte

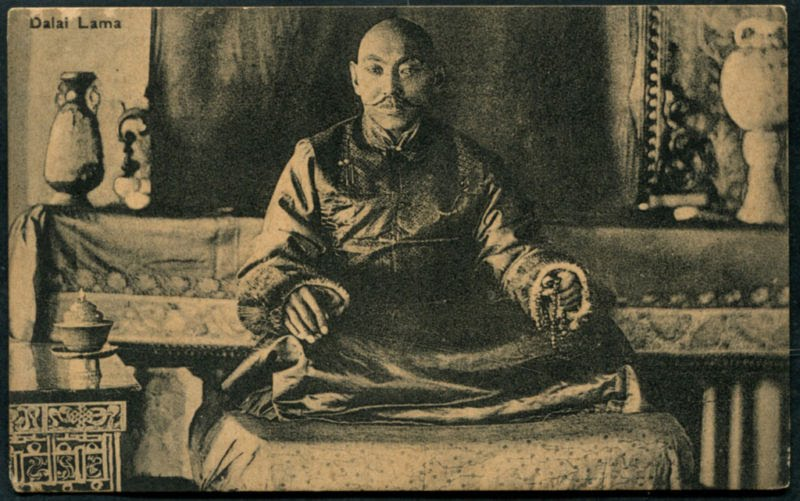
Thubten Gyatso, XIII Dalai Lama

Nel 1924, il Grande Tredicesimo ebbe una profonda disputa con il IX Panchen Lama, che lasciò il Tibet alla volta della Mongolia. Nell'intento di esercitare su di loro la propria autorità, il Dalai Lama vietò ai lama e ai monaci fedeli al Grande Erudito di ricoprire qualsiasi incarico al di fuori di Lhasa. Negli anni dell'esilio, che si concluse soltanto alla sua morte, il IX Panchen Lama collaborò positivamente ad alcuni importanti piani di sviluppo per un Tibet moderno.
Famoso meditatore, capace di conseguire profonde visioni profetiche, nel suo ultimo testamento, scritto nel 1932, il Grande Tredicesimo scrisse un monito inquietante circa il futuro nazionale del Tibet sotto la dominazione straniera: «È possibile che qui, nel centro del Tibet, la religione e l'ordine terreno vengano attaccati, sia dall'interno che dall'esterno. Se non riusciremo a proteggere il nostro Paese, succederà che i custodi della fede, il Dalai Lama e il Panchen Lama, il padre e il figlio, le gloriose reincarnazioni, saranno umiliati e dimenticati, senza più un nome. Le terre e gli altri possedimenti dei monasteri e dei monaci saranno depredati. Tutti gli esseri senzienti sprofonderanno in una grande miseria e saranno sopraffatti dalla paura. I giorni e le notti trascorreranno in sofferenza.».
Morì nelle stanze del Potala di Lhasa il 17 dicembre 1933 a causa di un improvviso attacco di polmonite, dopo aver proibito a tutti i suoi dignitari di visitare il suo capezzale. La sua tomba si trova ad ovest della Grande Sala Occidentale del Potala e attualmente può essere raggiunta solo da un piano superiore e in compagnia di un monaco o di una guida. Lo stupa gigante misura quattordici metri di altezza, e contiene gioielli inestimabili ed una tonnellata di oro. Tra le offerte votive si trovano zanne di elefante provenienti dall'India, leoni in porcellane e vasi, oltre ad una pagoda costruita con oltre duecentomila perle. Molti elaborati murales in stile tradizionale tibetano raffigurano numerosi eventi della sua vita nel corso del XX secolo.
La morte del XIII Dalai Lama colpì profondamente il IX Panchen Lama in esilio, che insieme al V Reting Rinpoce, scelto come Reggente del governo di Lhasa, ebbe un ruolo molto importante nella ricerca della sua reincarnazione, nata nel 1935 in un villaggio dell'Amdo.